# George Edward Massee
George Edward Massee (ur. 20 grudnia 1845 w Scampston,  zm. 16 lutego 1917 w Sevenoaks) – brytyjski botanik, mykolog i fitopatolog.

## Życiorys
Jego ojciec był rolnikiem w hrabstwie Yorkshire. G.E. Massee studiował na Cambridge, ale nie ukończył studiów. Wcześnie interesował się przyrodą, już w wieku 16 lat opublikował artykuł o brytyjskich dzięciołach i opracował portfolio obrazów botanicznych. Dzięki pomocy krewnego Richarda Spruce’a wziął udział w wyprawie botanicznej do Panamy i Ekwadoru, gdzie zbierał storczyki i inne rośliny. Zachorował tu na czerwonkę, ale został wyleczony przez Indiankę. Po powrocie z tej wyprawy Massee zapisał się do Legii Cudzoziemskiej, by walczyć w wojnie francusko-pruskiej, ale nie wziął udziału w działaniach bojowych i przed końcem wojny wrócił do domu na farmę ojca. Po śmierci ojca Massee i jego matka przeprowadzili się do Scarborough, gdzie uczył botaniki w kilku szkołach.
Po powrocie do Yorkshire Massee szczególnie zainteresował się grzybami. Wykonywał ich rysunki, które zwróciły uwagę M.C. Cooke’a, dyrektora mykologii w Kew Gardens. Po przeprowadzce do Londynu Massee rozpoczął serię ambitnych publikacji na temat grzybów, jednocześnie prowadząc publiczne wykłady, a także krótko pracując w Muzeum Historii Naturalnej w Londynie. Gdy w 1893 r. Cooke przeszedł na emeryturę, Massee zastąpił go na stanowisku głównego asystenta w katedrze roślin zarodnikowych, i pracował tu aż do przejścia na emeryturę w 1915 r. Po przejściu na emeryturę przeprowadził się do Sevenoaks.
George Massee był jednym z założycieli Brytyjskiego Towarzystwa Mykologicznego. W 1896 r. został wybrany na jego pierwszego prezesa i pełnił tę funkcję do 1898 r. W 1902 r. został odznaczony Honorowym Medalem Wiktorii. W latach 1899–1903 był prezesem klubu mikroskopowego Quekett.

## Praca naukowa
Podczas swojej kariery opublikował ponad 250 książek naukowych, popularnych i artykułów na temat grzybów, śluzowców oraz z zakresu patologii roślin i historii naturalnej. Był redaktorem dwóch tomów czasopisma Grevillea. Massee opisał także znaczną liczbę nowych gatunków grzybów, ale nie zawsze zachowywał okazy typowe. W rezultacie wiele opisanych przez niego nowych gatunków jest obecnie uznawanych za taksony niepewne. Większość zbiorów, które zachował, znajduje się teraz w mykologicznym zielniku w Kew Gardens. Część osobistego zielnika Massee została jednak w 1907 r. sprzedana nowojorskiemu ogrodowi botanicznemu.
W naukowych nazwach opisanych przez niego taksonów dodawane jest jego nazwisko Massee. Jego nazwiskiem nazwano niektóre rodzaje i gatunki grzybów, np. Massea, Acremonium masseei, Ascobolus masseei, Entoloma masseei i Ocellaria masseeana.